# اوتکالوو
اوتکالوو (انگلیسی: Utkalevo) یک شهرک در شهرستان بلورتسکی استان باشقیرستان کشور روسیه است.